# 2868 Upupa
2868 Upupa este un asteroid din centura principală, descoperit pe 30 octombrie 1972, de Paul Wild.